# Фройденштадт (район)
Фройденштадт (нем. Freudenstadt) — район в Германии. Центр района — город Фройденштадт. Район входит в землю Баден-Вюртемберг. Подчинён административному округу Карлсруэ. Занимает площадь 870,68 км². Население — 122 514 чел. Плотность населения — 141 человек/км².
Официальный код района — 08 2 37.
Район подразделяется на 16 общин.

## Города и общины
Города
1. Альпирсбах (6 937)
2. Дорнштеттен (8 119)
3. Фройденштадт (23 888)
4. Хорб-на-Неккаре (26 116)

Объединения общин
Общины
1. Бад-Риппольдзау-Шапбах (2 352)
2. Байрсброн (16 306)
3. Эмпфинген (4 182)
4. Ойтинген-им-Гой (5 487)
5. Глаттен (2 434)
6. Грёмбах (677)
7. Лосбург (7 952)
8. Пфальцграфенвайлер (7 031)
9. Шопфлох (2 551)
10. Зеевальд (2 401)
11. Вальдахталь (5 998)
12. Вёрнерсберг (244)